# 코로네이아
코로네이아(고대 그리스어: Κορώνεια, Koroneia)는 그리스 중앙그리스 주 보이오티아 현의 마을이며, 옛 자치체이다. 2011년 지방 행정 개혁을 통해 리바데이아 시(현대 그리스어: Λιβαδειά, Livadeia의 일부가 그 행정 구역의 하나가 되었다. 인구는 2011년을 기준으로 3,170명이고, 행정구의 중심 마을은 아기오스 게오르기오스(Άγιος Γεώργιος , Agios Georgios)이다.

## 역사
전설에 의하면, 고대의 이 마을 테르산드로스의 아들이자, 할리아르토스의 형제인 코로노스가 건설했다고 전한다. 그리고 테살리아 아르네 마을에서 온 보이오티아인들에 의해서 건설되었다는 말도 존재한다.

고대 그리스에서 코로네이아 전투가 역사상 두 번 행해졌다.
기원전 447년, 보이오티아 동맹군이 톨미데스 휘하의 아테네 군 등을 매복으로 격파하고, 토르미데스가 적과 싸우다가 죽은 곳이다.
기원전 394년, 스파르타의 왕 아게실라오스 2세가 이끄는 스파르타 군과 동맹군이 테바이와 아르고스 등을 무찌른 사건이다.
기원전 356년에서 346년 사이에 벌어진 제3차 신성 전쟁에서 코로네이아는 오노마르코스 휘하의 포키스 인들에 의해 두번이나 함락당했다. 2세기에 이 지역을 여행한 파우사니아스는 헤르메스 에피멜리오스의 제단과 코로네이아 시장의 제단을 발견했다고 전한다. 약간 아래에는 헤라의 신전이 있었다.